# Axel Urie
Axel Paul Urie (Nîmes, 14 aprile 1999) è un calciatore centrafricano con cittadinanza francese, centrocampista del Sarıyer e della nazionale centrafricana.

## Caratteristiche tecniche
È un esterno sinistro.

## Carriera

### Club
Cresciuto nel settore giovanile del Nîmes, dal 2017 al 2019 milita con la squadra riserve fra quarta e quinta categoria francese; successivamente passa al Boulogne con cui gioca il suo primo incontro ufficiale scendendo in campo nel match di Coppa di Francia perso 3-0 contro il Lorient.
Nel 2021 viene acquistato dal Créteil-Lusitanos.

### Nazionale
Il 1º settembre 2021 debutta con la nazionale centrafricana in occasione del match di qualificazione per il Campionato mondiale 2022 pareggiato 1-1 contro il Capo Verde.

## Statistiche
Statistiche aggiornate al 2 settembre 2021.

### Presenze e reti nei club
| Stagione        | Squadra           | Campionato      | Campionato | Campionato | Coppe nazionali | Coppe nazionali | Coppe nazionali | Coppe continentali | Coppe continentali | Coppe continentali | Altre coppe | Altre coppe | Altre coppe | Totale | Totale | Totale |
| Stagione        | Squadra           | Comp            | Pres       | Reti       | Comp            | Pres            | Reti            | Comp               | Pres               | Reti               | Comp        | Pres        | Reti        | Pres   | Reti   |        |
| --------------- | ----------------- | --------------- | ---------- | ---------- | --------------- | --------------- | --------------- | ------------------ | ------------------ | ------------------ | ----------- | ----------- | ----------- | ------ | ------ | ------ |
| 2016-2017       | Nîmes 2           | CFA2            | 1          | 1          |                 | -               | -               |                    | -                  | -                  |             | -           | -           | 1      | 1      |        |
| 2017-2018       | Nîmes 2           | N3              | 10         | 2          |                 | -               | -               |                    | -                  | -                  |             | -           | -           | 10     | 2      |        |
| 2018-2019       | Nîmes 2           | N2              | 24         | 0          |                 | -               | -               |                    | -                  | -                  |             | -           | -           | 24     | 0      |        |
| 2019-2020       | Boulogne          | L2              | 0          | 0          | CF+CdL          | 1+0             | 0               |                    | -                  | -                  |             | -           | -           | 1      | 0      |        |
| 2019-2020       | Boulogne 2        | N2              | 14         | 2          |                 | -               | -               |                    | -                  | -                  |             | -           | -           | 14     | 2      |        |
| 2020-2021       | Boulogne 2        | N2              | 7          | 0          |                 | -               | -               |                    | -                  | -                  |             | -           | -           | 7      | 0      |        |
| 2021-2022       | Créteil-Lusitanos | N               | 2          | 1          | CF              | 0               | 0               |                    | -                  | -                  |             | -           | -           | 2      | 1      |        |
| Totale carriera | Totale carriera   | Totale carriera | 58         | 6          |                 | 1               | 0               |                    | -                  | -                  |             | -           | -           | 59     | 6      |        |

### Cronologia presenze e reti in nazionale
| Cronologia completa delle presenze e delle reti in nazionale ― Rep. Centrafricana | Cronologia completa delle presenze e delle reti in nazionale ― Rep. Centrafricana | Cronologia completa delle presenze e delle reti in nazionale ― Rep. Centrafricana | Cronologia completa delle presenze e delle reti in nazionale ― Rep. Centrafricana | Cronologia completa delle presenze e delle reti in nazionale ― Rep. Centrafricana | Cronologia completa delle presenze e delle reti in nazionale ― Rep. Centrafricana | Cronologia completa delle presenze e delle reti in nazionale ― Rep. Centrafricana | Cronologia completa delle presenze e delle reti in nazionale ― Rep. Centrafricana |
| Data                                                                              | Città                                                                             | In casa                                                                           | Risultato                                                                         | Ospiti                                                                            | Competizione                                                                      | Reti                                                                              | Note                                                                              |
| --------------------------------------------------------------------------------- | --------------------------------------------------------------------------------- | --------------------------------------------------------------------------------- | --------------------------------------------------------------------------------- | --------------------------------------------------------------------------------- | --------------------------------------------------------------------------------- | --------------------------------------------------------------------------------- | --------------------------------------------------------------------------------- |
| 1-9-2021                                                                          | Douala                                                                            | Rep. Centrafricana                                                                | 1 – 1                                                                             | Capo Verde                                                                        | Qual. Mondiali 2022                                                               | -                                                                                 | 63’                                                                               |
| 6-9-2021                                                                          | Douala                                                                            | Rep. Centrafricana                                                                | 0 – 1                                                                             | Liberia                                                                           | Qual. Mondiali 2022                                                               | -                                                                                 | 81’                                                                               |
| 10-10-2021                                                                        | Ngaoundéré                                                                        | Rep. Centrafricana                                                                | 0 – 2                                                                             | Nigeria                                                                           | Qual. Mondiali 2022                                                               | -                                                                                 | 55’                                                                               |
| 7-9-2023                                                                          | Kumasi                                                                            | Ghana                                                                             | 2 – 1                                                                             | Rep. Centrafricana                                                                | Qual. Coppa d'Africa 2023                                                         | -                                                                                 | 83’                                                                               |
| 19-3-2025                                                                         | Casablanca                                                                        | Rep. Centrafricana                                                                | 1 – 4                                                                             | Madagascar                                                                        | Qual. Mondiali 2026                                                               | -                                                                                 | 27’                                                                               |
| Totale                                                                            |                                                                                   | Presenze                                                                          | 5                                                                                 |                                                                                   | Reti                                                                              | 0                                                                                 |                                                                                   |

## Palmarès

### Club

#### Competizioni nazionali
- Championnat National: 1

Concarneau: 2022-2023